# Здание мучного ряда гостиного двора
Здание мучного ряда гостиного двора — памятник градостроительства и архитектуры в историческом центре Нижнего Новгорода, входил в комплекс ныне не существующего Нижнепосадского гостиного двора. Построено в 1780—1784 годах. Автор проекта — первый нижегородский губернский архитектор Я. А. Ананьин.
Историческое здание по адресу Торговая улица, 18/4 сегодня — объект культурного наследия Российской Федерации.

## История
В результате пожара 9 сентября 1778 года было уничтожено огнём большинство деревянных лавок Нижнепосадского торга. На их месте было решено выстроить три каменных корпуса гостиного двора. Средства собирали с купечества, проект разработал в 1780 году Я. А. Ананьин. В тот же год состоялась закладка фундаментов. Поставку кирпича и кладку стен осуществлял крестьянин-подрядчик Городца С. Г. Теленков.
К весне 1784 года корпуса были закончены. Два из них, с колоннадой верхнего обхода (не сохранились), тянулись вдоль Рождественской улицы, третий — Мучной корпус — стоял ближе к берегу Волги. К 1 мая 1784 года наместник И. М. Ребиндер приказал купцам занять корпуса и начать торговлю. Появление на Нижнем посаде новых крупных зданий изменило градостроительную ситуацию прибрежной части города, определило границы и направления улиц. Впоследствии корпуса неоднократно ремонтировались, в том числе академиком Л. В. Далем в 1868 году.
Нижнепосадский гостиный двор, по мнению историков архитектуры, относился к лучшим образцам русского классицизма XVIII века и имел стилистическую схожесть с Камероновой галереей в Царском Селе. Был снесён в 1930-е годы.

## Архитектура
Здание выстроено в стилистике русского классицизма. Первый этаж имел арочные въезды для гужевого транспорта и рустовку фасадов. Второй, предназначенный для контор и жилья приказчиков, имел коридорную систему размещения комнат с хорошо прорисованными наличниками окон.